# Janka-Kupala-Theater

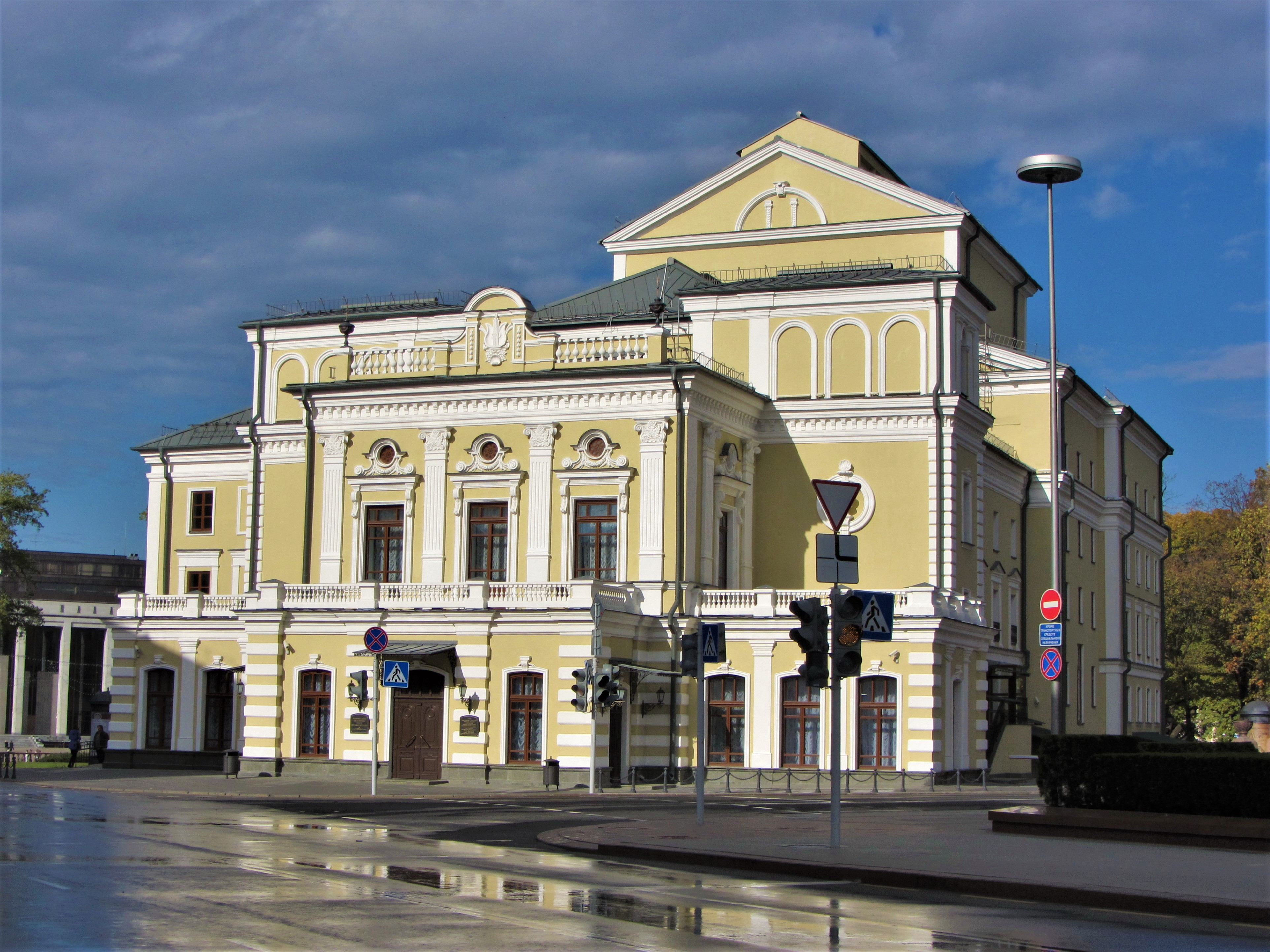
Janka-Kupala-Theater in Minsk

Das Nationale Akademische Janka-Kupala-Theater (belarussisch Нацыянальны акадэмічны тэатр імя Янкі Купалы) ist das älteste Schauspielhaus in Belarus. Die feierliche Eröffnung des ersten staatlichen Theaters von Belarus fand am 14. September 1920 in Minsk statt.

## Geschichte

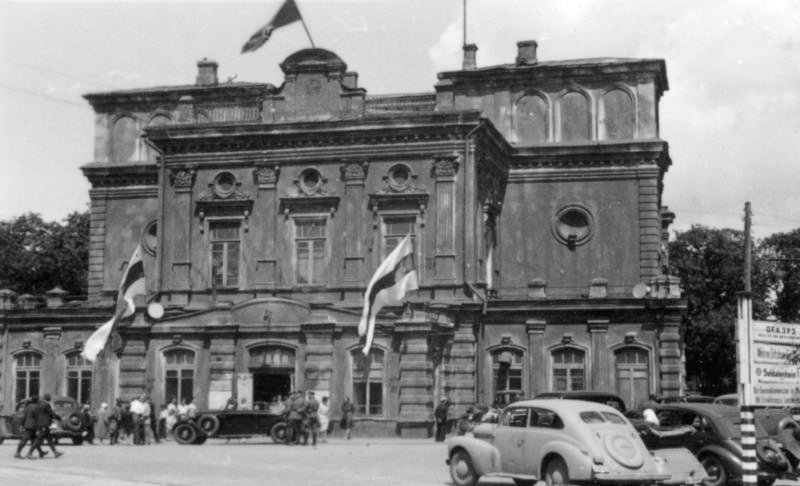
Das Theatergebäude im Jahr 1943

Die Geschichte des heutigen Janka-Kupala-Theaters geht auf das Jahr 1887 zurück. Im Jahre 1884 brannte das Gebäude des ehemaligen Stadttheaters in Minsk aus. Auf Initiative des Minsker Gouverneurs Trubezkoi beschloss die städtische Duma am 18. August 1887 die Errichtung eines neuen Theatergebäudes. Mit dem Bau des Theaters wurden Architekten Karol Kaslouski und Kanstanzin Uvjadsjenski beauftragt. Die Zeremonie der Grundsteinlegung eröffnete der Großfürst Wladimir Alexandrowitsch und seine Ehegattin Maria Pawlowa (Marie von Mecklenburg), sie warfen einige Goldmünzen auf das Grundstück des künftigen Bauwerks und legten die ersten Grundsteine des Fundaments. Die Eröffnung des neuen Theaters fand am 5. Juni 1890 statt.
1920 erhielt das Theater den Status des staatlichen Theaters und wurde am 14. September 1920 als Belarussisches Staatliches Theater (Беларускі Дзяржаўны Тэатр) wiedereröffnet. Unter den ersten Aufführungen dominierten die Inszenierungen mit stark ausgeprägter nationalen Thematik, darunter die Werke von Janka Kupala und Michas Tscharot.
Während des Zweiten Weltkrieges arbeitete die Theatertruppe in der russischen Stadt Tomsk, die Akteure zeigten die Aufführungen an der Front und spielten in Lazaretten. Der Weißruthenische Zentralrat nutzte das Gebäude, um hier am 27. April 1944 den II. Weißrussischen Volkskongress abzuhalten.
1955 erhielt das Theater den Ehrentitel und den Status „Akademisches Theater“ und wurde offiziell zu einem der fünf besten Schauspielhäusern der Sowjetunion erklärt.